# Marie-Anett Mey
Pour les articles homonymes, voir Mey (homonymie).
Marie-Anett Mey, de son nom de scène Marie Anett (née le 3 juin 1971 à Paris) est une chanteuse française au sein du groupe allemand d'eurodance Fun Factory dans les années 1990.

## Biographie
Elle déménage à Hambourg en Allemagne et y rencontré le futur membre du groupe Fun Factory Toni Cottura.
Avant la sortie du troisième single de Fun Factory, Close to you, fin 1993, Mey remplace la chanteuse Balca Tözün, qui a quitté le groupe et rejoint les membres fondateurs Rodney Hardison, Toni Cottura et Stephan Browarczyk. Avec la deuxième formation, le groupe remporte un énorme succès, bien qu'il ait été révélé plus tard que Tözün continuait à être chanteuse en studio pour toutes les sorties ultérieures jusqu'à la dissolution en 1997 alors que Mey est sur scène en playback et danse avec le groupe. Fun Factory sort son premier album Nonstop en 1994. Mey commence son projet parallèle en 1994 avec le groupe Darkness, un groupe dirigé par elle et le rappeur True, plus tard connu sous le nom de Nana. Le single In my Dreams a aussi pour voix féminine Tözün. Balca Tözün s'éloigne de la production, la voix féminine devient un mix entre une nouvelle chanteuse, Sara M. Baker, dont on fait rapprocher sa voix à celle de Tözün, et Marie-Anett Mey.
En 1995, Fun Factory sort son deuxième album studio Fun-Tastic. À cette époque, le groupe commence à devenir plus populaires dans toute l'Europe et certaines des chansons se classent aux États-Unis et au Canada. Don't Go Away est également le dernier single à être promu par le groupe en tant que quatuor, Cottura quitte ensuite le groupe. En trio, le groupe sorte deux autres singles, la ballade I Love You et Oh Yeah Yeah (I Like It). Quand Hardison quitte Fun Factory pour rejoindre Garcia en 1997, avec qui il a sorti trois singles, les deux autres membres Mey et Browarczyk sont rejoints par le nouveau membre Ray Horton et prévoient de continuer avec un nom de groupe rebaptisé "Fun Affairs", mais n'a pas de succès, ils se séparent. La même année sort une compilation. Fun Factory a une nouvelle formation : 3 new members : Al Walser, chanteur, rappeur et compositeur, Tiger One aka T-roc, rappeur, et une nouvelle chanteuse Anett Möller.
En 2000, Mey lance brièvement une carrière musicale en solo et sort son premier et unique single solo Be the one avec une face B, Light in my life. Elle ne continue pas une carrière musicale.
Elle devient maquilleuse représentante de la marque MAC Cosmetics. Elle fonde une famille et est restée vivre à Hambourg.

## Source de la traduction
- (en) Cet article est partiellement ou en totalité issu de l’article de Wikipédia en anglais intitulé « Marie-Anett Mey » (voir la liste des auteurs).